# Porsche RS Spyder
RS Spyder (Type 9R6) — гоночный автомобиль, разработанный компанией Porsche совместно с Penske для участия в гонках класса Le Mans Prototype Class 2 (LMP2). Автомобиль получил свое название от легендарного Porsche 550 Spyder 1950-х годов (в сочетании с общим для Porsche обозначением «RennSport» (дословно: гоночный спорт)). Этот автомобиль ознаменовал первое возвращение Porsche на высший уровень гонок спортпрототипов с момента отказа компании от участия в классе LMP в 1999 году.
RS Spyder дебютировал в финальном этапе Американской серии Ле-Ман (ALMS) 2005 года на трассе Лагуна-Сека, выиграв свой класс. В последующие годы автомобиль трижды становился чемпионом ALMS в классе LMP2 в 2006, 2007 и 2008 годах и побеждал в своём классе на гонках «24 часа Ле-Мана» в 2008 и 2009 годах. Победа в «12 часах Себринга» в 2008 году стала первой крупной победой Porsche в гонках на выносливость за пять лет, а также первой за 14 лет победой в общем зачёте этого престижного марафона для автомобиля не премьер-класса. Изменения регламента в сезоне 2011 года сделали RS Spyder устаревшим, однако автомобиль оставил значительное наследие: двигатель RS Spyder лег в основу силовой установки Porsche 918 Spyder, а гоночная программа Porsche продолжилась в категории LMP1 Porsche 919 Hybrid, дебютировавшим в 2014 году.

## Дизайн
RS Spyder был полностью разработан собственными инженерами Porsche при содействии Penske Racing. Шасси представляет собой жесткий углепластиковый монокок, в котором двигатель и трансмиссия являются неотъемлемыми элементами, находящимися под нагрузкой. Гоночный двигатель V8 объёмом 3,4 литра с 90-градусным развала блока цилиндров был разработан с нуля, как и шестиступенчатая электропневматическая секвентальная коробка передач. Торможение осуществляется с помощью алюминиевых моноблочных суппортов c шестью поршнями и карбон-керамических дисков, установленных на подвеске, управляемой регулируемыми в четырёх направлениях пружинами и амортизаторами, приводимыми в действие толкателями с регулируемыми пружинами торсионной балки. Сухая масса автомобиля составляет 825 килограммов (1 819 фунтов) в спецификации 2010 года, но первоначально она составляла 750 килограммов (1 650 фунтов).
С момента своего появления в 2005 году двигатель, который первоначально выдавал 478 лошадиных сил (356 кВт), был доработан и модифицирован в соответствии с меняющимися правилами ALMS и ACO. В 2008 году двигатель развивал 503 лошадиные силы (375 кВт) при использовании последовательного многоточечного впрыска и 440 лошадиных сил (330 кВт) в версии 2009 года с ограничениями воздушного дросселя.

## Результаты гонок
2005
Дебют RS Spyder состоялся на заключительном этапе American Le Mans Series 2005 года, Monterey Sports Car Championship на Mazda Raceway Laguna Seca. Автомобиль был представлен Penske Racing, а за рулем находились Лукас Лур и Саша Маассен из заводской команды Porsche Junioren. Единственный RS Spyder финишировал первым в классе и пятым в общем зачете.
2006
В 2006 году Penske выставила два RS Spyder в ALMS и одержала семь побед в классах, включая победу в гонке Mid-Ohio. Это была первая победа в гонке LMP2 с 2003 года и первый крупный результат для Porsche с «24 часов Ле-Мана» 1998 года. Этот результат обеспечил победу Penske в чемпионате LMP2, а также Саше Маассену в зачете пилотов.
2007
В 2007 году Porsche представила RS Spyder 2007 года (известный как RS Spyder Evo), мощность которого была увеличена до 503 лошадиных сил (375 кВт). Dyson Racing присоединилась к Penske в ALMS. 2007 год стал самым успешным для RS Spyder: Penske повторила свою абсолютную победу в серии ALMS ещё восемь раз, а также одержала ещё три победы в классах. Penske снова выиграла класс LMP2 в ALMS, а Ромен Дюма стал чемпионом среди пилотов LMP2. В течение сезона RS Spyder выиграл восемь гонок, в то время как Audi R10 TDI из самого многочисленного класса P1 — только четыре.
2008
Изменения в правилах увеличили вес RS Spyder до 825 кг, а Porsche представила новый двигатель с непосредственным впрыском, развивающий 503 лошадиные силы (375 кВт). Автомобиль Penske под управлением Тимо Бернхарда, Ромена Дюма и Эммануэля Коллара одержал общую победу в «12 часах Себринга» в 2008 году, приурочив её к 20-летию последней общей победы Porsche в этой гонке. Penske одержала ещё одну общую победу на Гран-при Юты, а также одержала ещё три победы в классах. В Petit Le Mans Penske выставил третий RS Spyder в попытке выиграть чемпионат производителей у Acura. Penske выиграла командный чемпионат в классе LMP2 и чемпионат пилотов с Тимо Бернхардом и Роменом Дюма. Porsche выиграла чемпионат производителей, опередив Acura на 1 очко.
Датская команда Team Essex вместе с голландской Van Merksteijn Motorsport и швейцарской Horag Racing участвуют в серии Ле-Ман (LMS) на RS Spyder образца 2008 года. Team Essex и Van Merksteijn также приняли участие в гонке «24 часа Ле-Мана», что ознаменовало дебют RS Spyder на этом соревновании. RS Spyder команды Van Merksteijn Motorsport под управлением Йеруна Блекемолена, Питера ван Меркстейна и Йоса Ферстаппена занял первое место в классе и 10-е в общем зачете, а команда Essex — второе место в классе (12-е в общем зачете). RS Spyder выиграл свой класс в каждой гонке LMS, обеспечив 1-2-3 места в зачете LMP2 и обеспечив чемпионство для Йоса Ферстаппена и командное первенство для Van Merksteijn Motorsport.
2009
Новые ограничительные правила снизили мощность RS Spyder примерно до 440 лошадиных сил (330 кВт), а размах крыльев был ограничен правилами, что привело к уменьшению прижимной силы.
В 2009 году Penske не участвовала в ALMS, но команда CytoSport, которая ранее выступала в LMP1 в 2007 году, приобрела бывший RS Spyder от Dyson Racing и приняла участие в четырёх гонках, показав лучший результат — второе место в классе на Road America.
В LMS команда Эссекса участвовала только в 1000-километровой гонке в Спа, одержав победу в классе, а также обеспечила себе победу в Ле-Мане, заняв 10-е место в общем зачете с Каспером Эльгаардом, Кристианом Поульсеном и Эммануэлем Колларом за рулем. Команда Го также приняла участие в гонке на бывшем автомобиле Van Merksteijn Motorsport.
2010
В феврале 2010 года CytoSport объявила, что будет участвовать в полном составе ALMS на RS Spyder. Также было объявлено, что Саша Маассен присоединится к постоянным пилотам Клаусу Графу и Грегу Пикетту на длинных гонках в Себринге, Лагуна Сека и Роуд Атланте. Cytosport использовала заднее антикрыло на всю ширину в течение всего сезона, в отличие от заклятых соперников Highcroft HPD. CytoSport RS Spyder победил в классе LMP2 на «12 часах Себринга» и одержал первую победу на Гран-при Северо-Востока в Лайм-Роке. CytoSport продолжил свой успех, одержав победу на укороченной гонке в Моспорте. Они также закончили сезон вторыми после Patrón Highcroft Racing в чемпионате, а Клаус Граф занял второе место в зачете пилотов.
В «24 часах Ле-Мана» 2010 года RS Spyder не участвовали. Регламент LMP2 2011 года сделал RS Spyder устаревшим из-за расходов, превышающих лимит бюджета LMP2.